# Kurt Meier
Kurt Meier (n. 6 aprilie 1962, Elveția) este un bober ce a reprezentat Elveția, medaliat olimpic. A participat la 2 ediții ale Jocurilor Olimpice (1988, 1994) în care a câștigat o medalie de aur și o medalie de argint.